# Barberena
San José de Barberena es un municipio del departamento de Santa Rosa en el Oriente de la República de Guatemala. Antiguamente era conocido como «Corral de Piedra».
Durante la época colonial era una doctrina de los frailes mercedarios y tras la Independencia de Centroamérica en 1821, el poblado Corral de Piedra fue asignado al Circuito de Cuajiniquilapa para la impartición de justicia, en el Distrito 3.º (Mita).
El municipio de Barberena propiamente dicho fue creado por un Acuerdo Gubernativo del 20 de diciembre de 1879.  Tras el terremoto de 1913 que destruyó Cuilapa, fungió como la cabecera interina del departamento de Santa Rosa hasta 1920.

## Geografía física
Barberena cuenta con una extensión territorial de 294 km², según la última División Territorial realizada por el Concejo Municipal durante la administración de Rubelio Recinos Corea.. Está conformado por cincuenta y cuatro fincas, quince aldeas, setenta y siete caseríos, cincuenta barrios, y cuatro colonias.

### Clima
La cabecera municipal de Barberena tiene clima tropical (Clasificación de Köppen: Aw).
| Parámetros climáticos promedio de Barberena | Parámetros climáticos promedio de Barberena | Parámetros climáticos promedio de Barberena | Parámetros climáticos promedio de Barberena | Parámetros climáticos promedio de Barberena | Parámetros climáticos promedio de Barberena | Parámetros climáticos promedio de Barberena | Parámetros climáticos promedio de Barberena | Parámetros climáticos promedio de Barberena | Parámetros climáticos promedio de Barberena | Parámetros climáticos promedio de Barberena | Parámetros climáticos promedio de Barberena | Parámetros climáticos promedio de Barberena | Parámetros climáticos promedio de Barberena |
| Mes                                         | Ene.                                        | Feb.                                        | Mar.                                        | Abr.                                        | May.                                        | Jun.                                        | Jul.                                        | Ago.                                        | Sep.                                        | Oct.                                        | Nov.                                        | Dic.                                        | Anual                                       |
| ------------------------------------------- | ------------------------------------------- | ------------------------------------------- | ------------------------------------------- | ------------------------------------------- | ------------------------------------------- | ------------------------------------------- | ------------------------------------------- | ------------------------------------------- | ------------------------------------------- | ------------------------------------------- | ------------------------------------------- | ------------------------------------------- | ------------------------------------------- |
| Temp. máx. media (°C)                       | 26.4                                        | 27.5                                        | 28.6                                        | 28.3                                        | 27.9                                        | 26.5                                        | 27.1                                        | 26.9                                        | 26.3                                        | 26.3                                        | 25.9                                        | 25.9                                        | 27                                          |
| Temp. media (°C)                            | 20.5                                        | 21.4                                        | 22.2                                        | 22.6                                        | 22.7                                        | 22.0                                        | 22.3                                        | 22.1                                        | 21.9                                        | 21.7                                        | 20.8                                        | 20.5                                        | 21.7                                        |
| Temp. mín. media (°C)                       | 14.7                                        | 15.3                                        | 15.8                                        | 17.0                                        | 17.5                                        | 17.6                                        | 17.5                                        | 17.3                                        | 17.5                                        | 17.1                                        | 15.7                                        | 15.2                                        | 16.5                                        |
| Precipitación total (mm)                    | 10                                          | 7                                           | 17                                          | 65                                          | 253                                         | 320                                         | 271                                         | 275                                         | 378                                         | 304                                         | 56                                          | 15                                          | 1971                                        |
| Fuente: Climate-Data.org                    |                                             |                                             |                                             |                                             |                                             |                                             |                                             |                                             |                                             |                                             |                                             |                                             |                                             |

### Ubicación geográfica
Barberena está rodeado por municipios del departamento de Santa Rosa excepto al oeste, donde colinda con el departamento de Escuintla.
|                                  | Norte: Santa Cruz Naranjo | Nordeste: Nueva Santa Rosa  |
| Oeste: Departamento de Escuintla |                           | Este: Cuilapa               |
|                                  | Sur: Pueblo Nuevo Viñas   | Sureste: Pueblo Nuevo Viñas |

## Gobierno municipal
Los municipios están regulados en diversas leyes de la República que establecen su forma de organización, lo relativo a la conformación de sus órganos administrativos y los tributos destinados para los mismos. Aunque se trata de entidades autónomas, están sujetos a la legislación nacional y las principales leyes que los rigen desde 1985 son:
| N.º | Ley                                                | Descripción |
| --- | -------------------------------------------------- | --- |
| 1   | Constitución Política de la República de Guatemala | Tiene una regulación legal específica para los municipios en los artículos 253 al 262. |
| 2   | Ley Electoral y de Partidos Políticos              | Ley de carácter constitucional aplicable a los municipios en el tema de la conformación de sus autoridades electas. |
| 3   | Código Municipal                                   | Decreto 12-2002 del Congreso de la República de Guatemala. Tiene la categoría de ley ordinaria y contiene preceptos generales aplicables a todos los municipios, e inclusive contiene legislación referente a la creación de los municipios.             |
| 4   | Ley de Servicio Municipal                          | Decreto 1-87 del Congreso de la República de Guatemala. Regula las relaciones entra la municipalidad y los servidores públicos en materia laboral. Tiene su base constitucional en el artículo 262 de la constitución que ordena la emisión de la misma. |
| 5   | Ley General de Descentralización                   | Decreto 14-2002 del Congreso de la República de Guatemala. Regula el deber constitucional del Estado, y por ende del municipio, de promover y aplicar la descentralización y desconcentración económica y administrativa.                                |

El gobierno de los municipios está a cargo de un Concejo Municipal mientras que el código municipal —ley ordinaria que contiene disposiciones que se aplican a todos los municipios— establece que «el concejo municipal es el órgano colegiado superior de deliberación y de decisión de los asuntos municipales […] y tiene su sede en la circunscripción de la cabecera municipal»; el artículo 33 del mencionado código establece que «[le] corresponde con exclusividad al concejo municipal el ejercicio del gobierno del municipio».
El concejo municipal se integra con el alcalde, los síndicos y concejales, electos directamente por sufragio universal y secreto para un período de cuatro años, pudiendo ser reelectos.
Existen también las Alcaldías Auxiliares, los Comités Comunitarios de Desarrollo (COCODE), el Comité Municipal del Desarrollo (COMUDE), las asociaciones culturales y las comisiones de trabajo. Los alcaldes auxiliares son elegidos por las comunidades de acuerdo a sus principios y tradiciones, y se reúnen con el alcalde municipal el primer domingo de cada mes, mientras que los Comités Comunitarios de Desarrollo y el Comité Municipal de Desarrollo organizan y facilitan la participación de las comunidades priorizando necesidades y problemas.
Los alcaldes que ha habido en el municipio son:
- 2008-2016: Rubelio Recinos Corea
- 2016-2020: Víctor Jiménez

## Historia

### Época colonial
Hacia principios del siglo xix, toda la parte de lo que hoy es Barberena, estaba circunscrita a una sola propiedad denominada la Vega de San Ramón, de los padres mercedarios. Por aquel entonces Francisco de la Cueva organizó Cerro Redondo; una de las aldeas más antiguas es el Junquillo.

### Tras la independencia de Centroamérica
En la constitución del Estado de Guatemala que se promulgó en 1825, se menciona que Corral de Piedra —antiguo nombre de Barberena— era parte del Circuito de Cuajiniquilapa para la impartición de justicia, en el Distrito 3.º (Mita; junto a Corral de Piedra pertenecían a ese circuito Cuajiniquilapa, los Esclavos, Oratorio, Concepción, la Vega, el Pino, los Verdes, los Arcos, Mataquescuintla, San Juan de Arana, El Zapote, Santa Rosa, Jumay, las Casillas y Epaminondas.

### Creación del municipio
El municipio de Barberena fue creado por un Acuerdo Gubernativo del 20 de diciembre de 1879. En sus inicios fue conocido como «Corral de Piedra», nombre que fue cambiado por «San José de Barberena» por el gobierno del general Justo Rufino Barrios en ese año. En el acuerdo original estaba conformado por las localidades de Corral de Piedra, El Pino, Buena Vista, Cerro Redondo, la Vega, Los Tarros, La Pastoría, San Juan Utapa, El Zapote, Teanzul, y Pueblo Nuevo. 

### Terremoto de 1913
El día sábado 8 de marzo de 1913 un terremoto de magnitud 6.4 azotó al territorio de Santa Rosa, destruyendo a la cabecera departamental, Cuilapa. Tanto el terremoto inicial como las réplicas destruyeron muchas casas, escuelas e incluso la catedral y la prisión, con una considerable cantidad de víctimas mortales; similar destrucción sufrieron las localidades de Barberena, Cerro Redondo, Llano Grande y El Zapote también sufrieron daños considerables.  También fueron dañados seriamente los poblados de Fraijanes, Pueblo Nuevo Viñas, Coatepeque y Jalpatagua. En el área del epicentro, el terremoto provocó derrumbes y bloqueo de caminos y carreteras, e incluso se reportó una larga grieta que se formó en el Cerro Los Esclavos.

## Consecuencias
La comisión de evaluación y rescate estuvo a cargo de Manuel María Girón, Felipe Márquez y los coroneles Antonio Pinot y Sabino Grijalba, quienes partieron de la Ciudad de Guatemala a Barberena la misma noche del 8 de marzo, por instrucciones del presidente Manuel Estrada Cabrera.
Llegaron a Barberena a las 6:30 a. m. y tras ayudar con la recuperación del lugar salieron para Cuilapa, a donde llegaron a eso de la 1:00 p. m.; luego de proveer alimentación a la tropa y a los heridos, terminaron de desenterrar a los fallecidos de entre los escombros, sacaron las armas y municiones de las ruinas del cuartel, restablecieron la comunicación telegráfica y empezaron a enviar a los heridos a Barberena.  El orden se mantuvo gracias a la implementación de la Ley Marcial.
De acuerdo a la evaluación de la comisión realizada el 10 de marzo, no quedaba nada del poblado; en palabras de la comisión: «Practicamos un nuevo reconocimiento general a la población, o mejor dicho al área donde existió Cuilapa; aquí queda todo reducido a escombros con dos o tres casas paradas [...]  Los manantiales turbios, completamente y los acueductos, rotos, corriendo el agua a flor de tierra.  Los pocos habitantes que quedan, para surtirse de ese precioso e indispensable elemento de vida, hacen pozos para detener el agua y de allí sacarla con guacales (todos sucios).»
El gobierno del licenciado Estrada Cabrera procuró ayuda económica y logística para los municipios afectados pero debido a la destrucción de Cuilapa todos sus habitantes emigraron hacia Barberena.  De hecho, la destrucción del poblado fue tal, que el gobierno emitió el siguiente comunicado el 10 de marzo:
| Secretaría de Gobernación y Justicia, República de Guatemala Guatemala, 10 de marzo de 1913 Señor Jefe Político de Santa Rosa, Cuilapa Teniendo en cuenta que los últimos temblores han causado perjuicios de consideración a la ciudad de Cuajuniquilapa, cabecera del departamento de Santa Rosa, y que estos perjuicios tardan algun tiempo en su reparación, El Presidente Constitucional de la República acuerda: Que por ahora, y mientras se repara aquella ciudad de los perjuicios sufridos, sean trasladadas a Barberena toda las oficinas públicas, civiles y militares de dicha cabecera, y al efecto se nombra una comisión compuesta de los señores general de división José María Orellana y general de brigada José María Letona para que organice en forma el servicio público. Comuníquese, Manuel Estrada Cabrera El secretario de Gobernación y Justicia: José María Reina Andrade. —Auxilio a los damnificados por el terremoto de Cuilapa, 1913 |

## Transporte e infraestructura

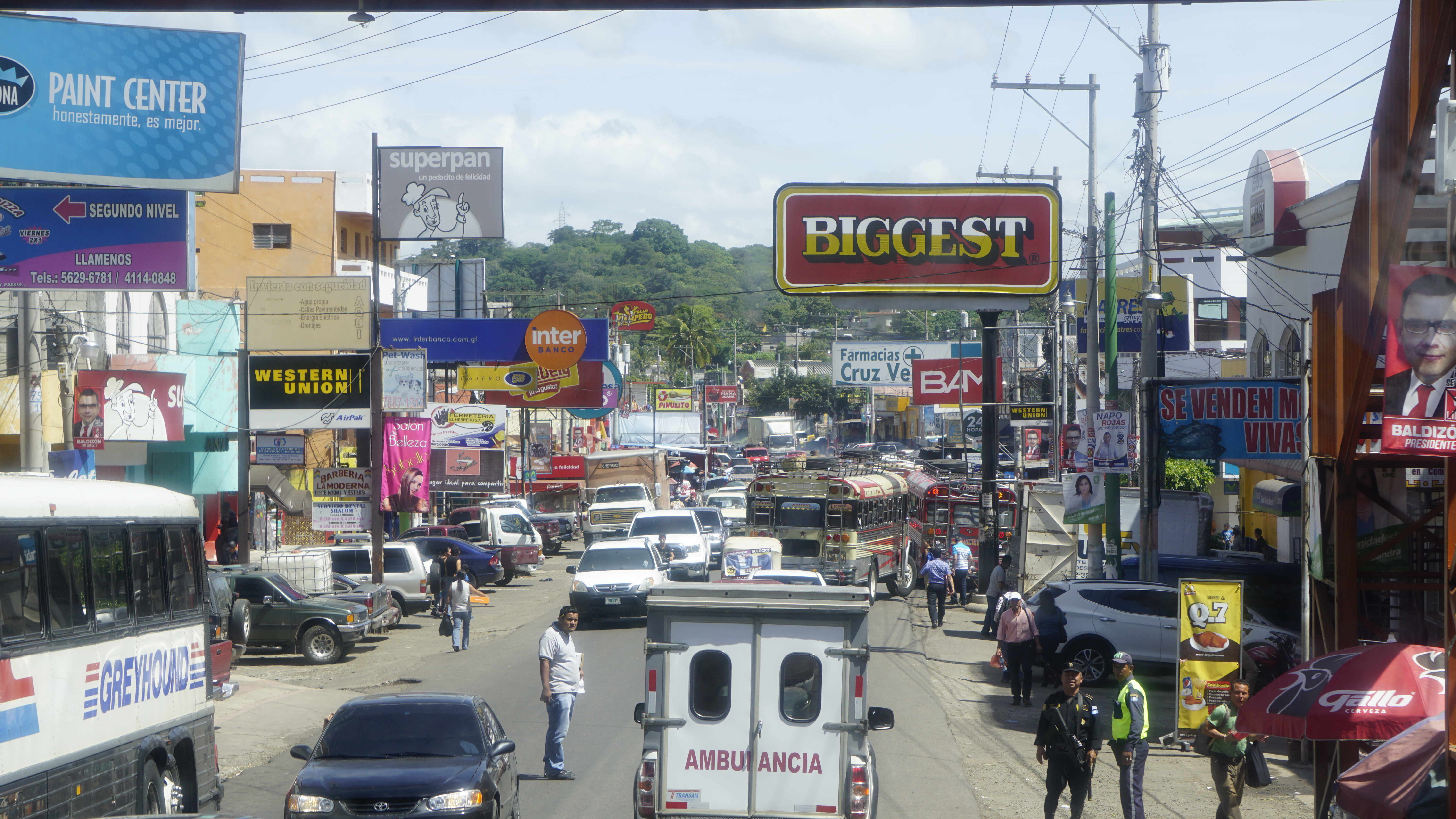
Carretera Interamericana en Barberena

Por su área considerada urbana, pasa la carretera Inter-Americana CA-1; ubicándose a 54 km de distancia de la ciudad capital y a 9,5 km de la cabecera departamental de Cuilapa; ubicándose en la región central del departamento, en donde por su ubicación geográfica convergen personas de todo el municipio y de la región Sur oriental, la región conformada por los departamentos de Santa Rosa, Jutiapa y Jalapa.
Las carreteras de esta región han sido construidas por la empresa Sigma Constructores desde 1991, la cual obtiene los proyectos sin el normal concurso público, gracias a la ampliación que los gobiernos le han hecho de tres contratos que ganó en licitaciones entre 1988 y 1991, los cuales eran regidos por la ley de contrataciones de 1980 y ésta le permitía al Estado guatemalteco aumentar el valor de los contratos de obra pública sin restricciones de ninguna naturaleza.  Los contratos originales de la constructora Sigma, fundada por Maynor Palacios Guerra y Leonel Aldana Guerra en 1980, eran por cien kilómetros de carreteras en tramos dispersos, ninguno en una tierra principal; tras las extensiones obtenidas, los tramos se unificaron y terminaron incluyendo a secciones de la carretera interamericana que une a Guatemala con El Salvador.
Entre los tramos que ya tenía asignados Sigma Constructores en 1988 figuraba la ruta de la CA-1 a la CA-8, que pasa por Moyuta, en el departamento de Jutiapa, que terminó incluyendo la ruta completa desde la frontera de Valle Nuevo hasta Barberena; la adjudicación inicial era de 17.9 millones de quetzales, pero desde 2005 el Estado guatemalteco le ha pagado a Sigma un millardo de quetzales por los tramos extendidos.